# バンザイ (アルバム)
『バンザイ』は、ウルフルズ3枚目のアルバム。
1996年1月24日発売。発売元は東芝EMI。規格品番はTOCT-9330。

## 解説
「ガッツだぜ!!」の大ヒットにより、一躍大ブレイクを果たしたウルフルズが発売した3枚目のアルバム。オリコン初登場2位、翌週に1位を獲得。その後もロング・ヒットを続け、ウルフルズ初のミリオンセラーを記録。シングル表題曲5曲を収録している。
現段階でウルフルズで最も売上の高い作品である。
2006年1月25日、発売10周年を記念して未発表曲を含めた「バンザイ 〜10th Anniversary Edition〜」をリリース。
2013年7月24日、USMジャパンよりSHM-CD仕様で再発売。規格品番はTOCT-95192。

## リリース履歴
| No. | 日付          | レーベル    | 規格   | 規格品番   |
| --- | ------------- | ----------- | ------ | ---------- |
| 1   | 1996年1月24日 | 東芝EMI     | CD     | TOCT-9330  |
| 2   | 2013年7月24日 | USMジャパン | SHM-CD | TOCT-95192 |

## 演奏
- トータス松本 - ボーカル・ギター・ハーモニカ
- ジョン・B・チョッパー - ベース・コーラス
- サンコンJr. - ドラムス・コーラス
- ウルフルケイスケ - ギター・コーラス
- 木原龍太郎：キーボード、コーラス
- 三沢またろう：パーカッション
- ユースケ・サンタマリア：ボイス (ダメなものはダメ)

## 収録曲
全曲 作詞・作曲：トータス松本（特記以外）、編曲：伊藤銀次、ウルフルズ
| #         | タイトル                                               | 作詞                  | 作曲                          | 時間  |
| --------- | ------------------------------------------------------ | --------------------- | ----------------------------- | ----- |
| 1.        | 「ガッツだぜ!!」                                       | トータス松本          | トータス松本                  | 4:00  |
| 2.        | 「トコトンで行こう!」(リミックス・ヴァージョン)        | トータス松本 伊藤銀次 | トータス松本                  | 3:15  |
| 3.        | 「バンザイ 〜好きでよかった〜」                        | トータス松本          | トータス松本                  | 4:38  |
| 4.        | 「暴動チャイル」                                       | トータス松本          | トータス松本                  | 3:57  |
| 5.        | 「SUN SUN SUN'95」                                     | トータス松本          | トータス松本 ウルフルケイスケ | 4:26  |
| 6.        | 「てんてこまいmy mind」                                | トータス松本          | トータス松本                  | 4:26  |
| 7.        | 「大阪ストラット」(フルサイズ・アルバム・ヴァージョン) | 大瀧詠一              | 大瀧詠一                      | 4:49  |
| 8.        | 「ダメなものはダメ」                                   | ウルフルズ            | ウルフルズ                    | 4:45  |
| 9.        | 「おし愛 へし愛 どつき愛」                             | トータス松本          | トータス松本                  | 4:17  |
| 10.       | 「泣きたくないのに」                                   | トータス松本          | トータス松本                  | 3:14  |
| 合計時間: | 合計時間:                                              | 合計時間:             | 合計時間:                     | 41:47 |

## 曲解説
1. ガッツだぜ!![3]
2. トコトンで行こう!（リミックス・ヴァージョン）
3. バンザイ 〜好きでよかった〜[4]
4. 暴動チャイル
5. SUN SUN SUN'95
6. てんてこまいmy mind
7. 大阪ストラット（フルサイズ・アルバム・ヴァージョン）
8. ダメなものはダメ [5]
9. おし愛 へし愛 どつき愛
10. 泣きたくないのに